# Jazz-Nekrolog 2025

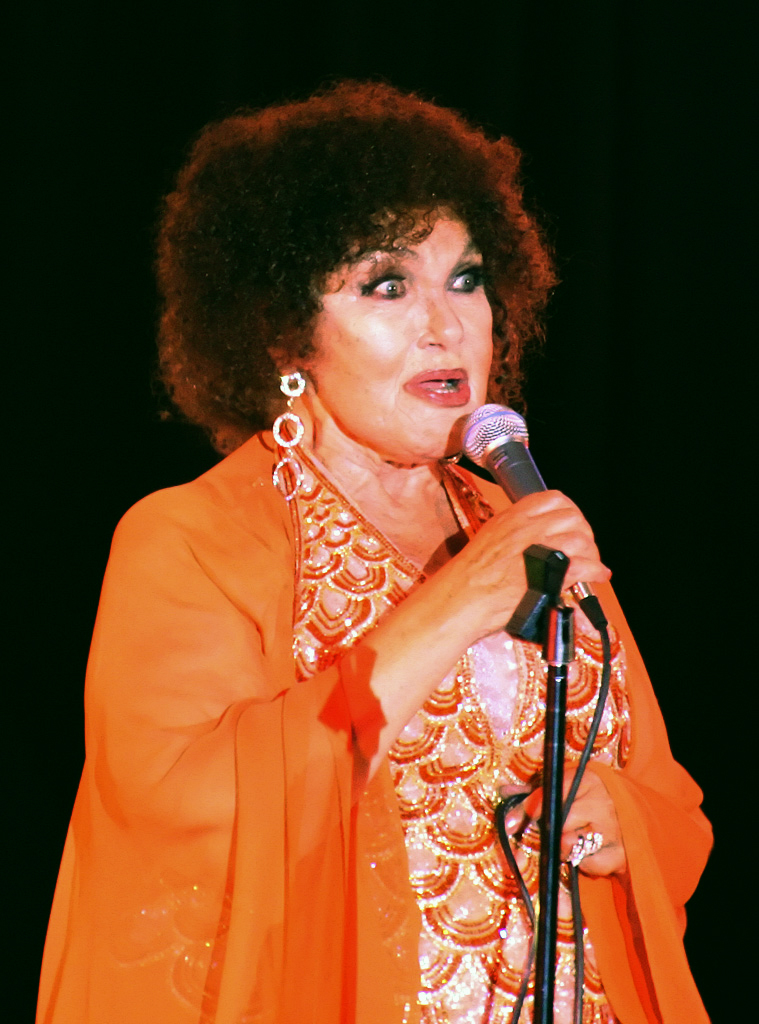
Cleo Laine
28. Oktober 1927 – 24. Juli 2025

Nekrolog
◄◄
| ◄
| 2021
| 2022
| 2023
| 2024
| 2025
Weitere Ereignisse | Allgemeiner Nekrolog 2025
Die Beschreibung der verstorbenen Person sollte so kurz wie möglich gehalten sein und nur deren signifikante Tätigkeit(en) enthalten.
Neue Namen ggf. auch unter dem Geburts- und Sterbedatum, also etwa unter 1. Januar und im Geburts- und Sterbejahr (2024) eintragen (nur bei entsprechender großer Wichtigkeit). Für Beispiele siehe die schon vorhandenen Artikel.
Außerdem über die fünf zuletzt Verstorbenen, zu denen es einen ausreichend guten Artikel für eine Präsentation auf der Hauptseite gibt, nach der todesbedingten Überarbeitung der Artikel ggf. auch unter Wikipedia Diskussion:Hauptseite informieren und sie am besten auch in den anderen Wikipedia-Sprachversionen eintragen. Tipp: Regelmäßig bei news.google.de nach „ist tot“, „gestorben“ oder „verstorben“ suchen.
Wenn eine Person gestorben ist, gibt es viele Seiten zu dieser Person in der Wikipedia, die davon auch betroffen sind und entsprechend aktualisiert werden müssen. Beispiele: Namenübersichtsseite, Geburtsjahr, Geburtsort-Seiten und viele mehr.
Wie finde ich die betroffenen Seiten?
Im Suchfeld auf der linken Seite gibt man den Suchbegriff so ein: „Vorname Nachname“. Dann klickt man auf Volltext und alle Seiten mit entsprechendem Suchtext werden aufgerufen. Hier sieht man dann schnell, wo auch das Todesjahr Sinn macht oder sogar ein Teil des Artikels angepasst werden muss. Auch hilft das „Werkzeug“ auf der linken Seite sehr gut, um solche Seiten aufzufinden: „Links auf diese Seite“. Somit ist die Wikipedia wieder aktuell in allen Bereichen! Hinweis: bei Eintragung der Kategorie „Gestorben JAHR“ wird der Missbrauchsfilter 49 ausgelöst, was jedoch nicht schlimm ist. Siehe: Spezial:Missbrauchsfilter/49

## August
| Tag        | Name                     | Beruf, bekannt als                           | Alter | Beleg |
| ---------- | ------------------------ | -------------------------------------------- | ----- | ----- |
| 15. August | Jamshied Sharifi         | iranischer Musiker und Produzent             | 64    |       |
| 13. August | Christian Médus          | französischer Musikwissenschaftler           | 78    |       |
| 11. August | Tonk Edwards             | US-amerikanischer Gitarrist                  | 86    |       |
| 11. August | Dany Gignoux             | Schweizer Journalistin und Fotografin        | 81    |       |
| 11. August | Sheila Jordan            | US-amerikanische Sängerin                    | 96    |       |
| 11. August | Gabi Novak               | kroatische Sängerin                          | 89    |       |
| 10. August | Dmitri Petrowitsch Uchow | russischer Journalist                        | 79    |       |
| 9. August  | Jérôme Calciné           | französischer Perkussionist                  | 42    |       |
| 9.?August  | Bjørn Kjellemyr          | norwegischer Bassist                         | 74    |       |
| 8. August  | Judy Bailey              | neuseeländische Pianistin                    | 89    |       |
| 6. August  | Eddie Palmieri           | US-amerikanischer Pianist                    | 88    |       |
| 5. August  | Nancy King               | US-amerikanische Sängerin                    | 85    |       |
| 5. August  | Carl Lunsford            | US-amerikanischer Banjospieler und Sänger    | 90    |       |
| 4. August  | Alain Bouchet            | französischer Trompeter                      | 81    |       |
| 4. August  | Nick Nikitakis           | griechischer Gitarrist und Singer-Songwriter | 70    |       |
| 3. August  | Joseph Daley             | US-amerikanischer Tubist und Komponist       | 79    |       |

## Juli
| Tag      | Name                                                            | Beruf, bekannt als                                               | Alter | Beleg |
| -------- | --------------------------------------------------------------- | ---------------------------------------------------------------- | ----- | ----- |
| 31. Juli | Flaco Jiménez                                                   | US-amerikanischer Akkordeonist                                   | 86    |       |
| 29. Juli | Frank Ferrucci                                                  | US-amerikanischer Filmkomponist                                  | 74    |       |
| 28. Juli | Rudolfo „Popo“ Sánchez                                          | mexikanischer Saxophonist und Arrangeur                          | 86    |       |
| 26. Juli | Ziad Rahbani                                                    | libanesischer Komponist, Pianist und Theaterautor                | 69    |       |
| 24. Juli | Matti Koskiala                                                  | finnischer Schlagzeuger                                          | 84    |       |
| 24. Juli | Cleo Laine                                                      | britische Sängerin                                               | 97    |       |
| 24. Juli | Chuck Mangione                                                  | US-amerikanischer Flügelhornist                                  | 84    |       |
| 22. Juli | Sid Kucera                                                      | Schweizer Trompeter                                              | 84    |       |
| 20. Juli | Petra Gill                                                      | brasilianische Sängerin, TV-Moderatorin und Unternehmerin        | 50    |       |
| 20. Juli | Malcolm-Jamal Warner                                            | US-amerikanischer Schauspieler, Bassist und Spoken-Word-Künstler | 54    |       |
| 19. Juli | John Allen                                                      | US-amerikanischer Musiker                                        | 73    |       |
| 18. Juli | Hal Galper                                                      | US-amerikanischer Pianist                                        | 87    |       |
| 17. Juli | Alan Bergman                                                    | US-amerikanischer Liedtexter und -komponist sowie Sänger         | 99    |       |
| 17. Juli | Chris Kaberry                                                   | britischer Saxophonist                                           |       |       |
| 17. Juli | Thomas Sayers Ellis                                             | US-amerikanischer Lyriker und Spoken-Word-Artist                 | 61    |       |
| 15. Juli | Jone Takamäki                                                   | finnischer Saxophonist und Schauspieler                          | 69    |       |
| 13. Juli | Aiyb Dieng                                                      | senegalesischer Perkussionist                                    |       |       |
| 13. Juli | Gunnar Stenhammar                                               | schwedischer Konzertveranstalter                                 | 86    |       |
| 12. Juli | Max Neissendorfer                                               | deutscher Pianist und Sänger                                     | 68    |       |
| 11. Juli | Raymond Guiot                                                   | französischer Flötist                                            | 94    |       |
| 8. Juli  | Frank Ferrucci \\| US-amerikanischenr Pianist und Filmkomponist | 74                                                               |       |       |
| 9. Juli  | Vinnie Riccitelli                                               | US-amerikanischer Saxophonist und Pianist                        | 99    |       |
| 9. Juli  | Norman Marshall Villeneuve                                      | kanadischer Schlagzeuger                                         | 87    |       |
| 7. Juli  | Lud VanTrikt                                                    | US-amerikanischer Rundfunkmoderator und Autor                    | 66    |       |
| 4. Juli  | Luís Jardim                                                     | portugiesischer Songwriter, Produzent und Multi-Instrumentalist  | 77    |       |
| 3. Juli  | Erin Keller                                                     | US-amerikanische Sängerin                                        | 44    |       |

## Juni
| Tag      | Name                           | Beruf, bekannt als                                                                                      | Alter | Beleg |
| -------- | ------------------------------ | --- | ----- | ----- |
| 29. Juni | Thomas Witzmann                | deutscher Schlagzeuger                                                                                  | 67    |       |
| 28. Juni | Carlos Schvartzman             | paraguayischer Gitarrist                                                                                | 77    |       |
| 26. Juni | Lalo Schifrin                  | argentinisch-US-amerikanischer Komponist                                                                | 93    |       |
| 26. Juni | Paul Stocker                   | US-amerikanischer Saxophonist                                                                           | 73    |       |
| 25. Juni | Jesse Sharps                   | US-amerikanischer Saxophonist                                                                           | 72    |       |
| 23. Juni | Richard Duroseau               | haitianischer Musiker                                                                                   | 85    |       |
| 23. Juni | Feya Faku                      | südafrikanischer Trompeter                                                                              | 63    |       |
| 23. Juni | Juri Parfionow                 | russischer Trompeter                                                                                    | 79    |       |
| 23. Juni | Sabú Porrina                   | spanischer Perkussionist                                                                                | 41    |       |
| 22. Juni | Aki Aleong                     | US-amerikanischer Schauspieler, Sänger und Musikproduzent                                               | 90    |       |
| 21. Juni | Juanito Márquez                | US-amerikanischer Gitarrist und Komponist                                                               | 95    |       |
| 21. Juni | Michel Schiler                 | französischer Mitarbeiter eines Naturparks und Musikveranstalter (Festival de jazz de La Petite-Pierre) | 68    |       |
| 20. Juni | Clifford Barbaro               | US-amerikanischer Schlagzeuger                                                                          | 77    |       |
| 20. Juni | Tom Fay                        | US-amerikanischer Pianist und Arrangeur                                                                 | 82    |       |
| 20. Juni | Chuck Spatafore                | US-amerikanischer Schlagzeuger                                                                          | 92    |       |
| 19. Juni | Geirr Lystrup                  | norwegischer Singer-Songwriter und Gitarrist                                                            | 76    |       |
| 17. Juni | Charles Burrell                | US-amerikanischer Bassist                                                                               | 104   |       |
| 16. Juni | Hélio Delmiro                  | brasilianischer Musiker                                                                                 | 78    |       |
| 15. Juni | Kaz Kajimura                   | US-amerikanischer Nachtclub-Mitbegründer (Yoshi’s)                                                      | 81    |       |
| 15. Juni | Sven-Åke Johansson             | schwedischer Schlagzeuger, Komponist und bildender Künstler                                             | 82    |       |
| 13. Juni | Dill Katz                      | britischer Bassist                                                                                      | 79    |       |
| 13. Juni | Louis Moholo                   | südafrikanischer Schlagzeuger                                                                           | 85    |       |
| 11. Juni | Jack Kleinsinger               | US-amerikanischer Staatsanwalt und Musikveranstalter                                                    | 88    |       |
| 10. Juni | Don Moore                      | US-amerikanischer Bassist                                                                               | 86    |       |
| 9. Juni  | Axel Skalstad                  | norwegischer Schlagzeuger                                                                               | 32    |       |
| 9. Juni  | Sly Stone                      | US-amerikanischer Sänger, Songwriter und Musikproduzent                                                 | 82    |       |
| 8. Juni  | Matija Dedić                   | kroatischer Pianist                                                                                     | 52    |       |
| 8. Juni  | Cheo Zorrilla                  | dominikanischer Trompeter und Sänger                                                                    | 75    |       |
| 8. Juni  | Don Steins                     | US-amerikanischer Saxophonist und Pianist                                                               | 82    |       |
| 6. Juni  | Tony Gorruso                   | US-amerikanischer Trompeter                                                                             | 67    |       |
| 6. Juni  | José Luis Quintana „Changuito“ | kubanischer Perkussionist                                                                               | 77    |       |
| 6. Juni  | Peter Jones                    | australischer Pianist und Arrangeur                                                                     |       |       |
| 5. Juni  | Gerhard Vohwinkel              | deutscher Trompeter und Bandleader                                                                      | 93    |       |
| 4. Juni  | Nicole Croisille               | französische Sängerin und Tänzerin                                                                      | 88    |       |
| 4. Juni  | Rachid Lombard                 | südafrikanischer Fotograf und Promoter                                                                  | 74    |       |
| 4. Juni  | Arnold Wise                    | US-amerikanischer Schlagzeuger                                                                          | 89    |       |
| 3. Juni  | Bill Gagnon                    | kanadischer Musiker und Arrangeur                                                                       | 81    |       |
| 3. Juni  | Arthur Hamilton                | US-amerikanischer Songwriter                                                                            | 98    |       |
| 2. Juni  | Mitchell Seidel                | US-amerikanischer Jazzwissenschaftler, -fotograf und Journalist                                         | 68    |       |
| 1. Juni  | Sharon Moe                     | US-amerikanische Hornistin und Komponistin                                                              | 83    |       |

## Mai
| Tag     | Name                       | Beruf, bekannt als                                                   | Alter | Beleg |
| ------- | -------------------------- | -------------------------------------------------------------------- | ----- | ----- |
| 30. Mai | Masaru Imada               | japanischer Pianist                                                  | 93    |       |
| 29. Mai | Al Foster                  | US-amerikanischer Schlagzeuger                                       | 82    |       |
| 28. Mai | Per Nørgård                | dänischer Komponist                                                  | 92    |       |
| 27. Mai | Paul Dutton                | kanadischer Dichter, Autor und Improvisationsmusiker                 | 88    |       |
| 27. Mai | Manfred Josel              | österreichischer Schlagzeuger                                        | 81    |       |
| 27. Mai | Brian Kellock              | britischer Pianist                                                   | 63    |       |
| 26. Mai | Ellen Seeling              | US-amerikanische Trompeterin                                         | ≈75   |       |
| 25. Mai | Richard Applegate          | US-amerikanischer Tonmeister                                         | 75    |       |
| 25. Mai | Michel Cassez              | französischer Saxophonist                                            | 93    |       |
| 25. Mai | Joe Ford                   | US-amerikanischer Saxophonist                                        | 77    |       |
| 25. Mai | Foday Musa Suso            | gambischer Kora-Spieler                                              | 75    |       |
| 23. Mai | Greg Bandy                 | US-amerikanischer Schlagzeuger                                       | 74    |       |
| 23. Mai | Lillian Boutté             | US-amerikanische Sängerin                                            | 75    |       |
| 22. Mai | Ray Blue                   | US-amerikanischer Saxophonist                                        | 74    |       |
| 22. Mai | Guy Klucevsek              | US-amerikanischer Akkordeonist und Komponist                         | 78    |       |
| 22. Mai | Dan Storper                | US-amerikanischer Labelbetreiber                                     | 74    |       |
| 21. Mai | Frank Gibson               | neuseeländischer Schlagzeuger                                        | 79    |       |
| 21. Mai | John Marshall              | US-amerikanischer Trompeter                                          | 72    |       |
| 21. Mai | John Ruocco                | US-amerikanischer Saxophonist                                        | 72    |       |
| 20. Mai | Barry Fantoni              | englischer Autor, Maler, Cartoonist und Jazzmusiker                  | 85    |       |
| 20. Mai | Morabo Morojele            | lesothischer Schriftsteller und Schlagzeuger                         | 62    |       |
| 15. Mai | Teo Ciavarella             | italienischer Pianist                                                | 65    |       |
| 15. Mai | Rob Reich                  | US-amerikanischer Akkordeonist, Multiinstrumentalist und Komponist   | 47    |       |
| 15. Mai | Charles Strouse            | US-amerikanischer Komponist und Liedtexter                           | 96    |       |
| 14. Mai | Brian Avnet                | US-amerikanischer Musikmanager                                       | 82    |       |
| 14. Mai | Martha Miyake              | japanische Sängerin                                                  | 92    |       |
| 13. Mai | Anthony Agostinelli        | US-amerikanischer Musiker, Jazzhistoriker, Autor und Hochschullehrer | 91    |       |
| 13. Mai | Frédéric Espel             | französischer Geiger                                                 | 87    |       |
| 11. Mai | Harold Nicholls            | US-amerikanischer Orchesterleiter                                    | 85    |       |
| 10. Mai | Pierre-François Roussillon | französischer Klarinettist und Kulturmanager                         | 63    |       |
| 8. Mai  | Johnny Parth               | österreichischer Musikproduzent und Labelbetreiber                   | 95    |       |
| 4. Mai  | Lucas Lindholm             | schwedischer Bassist                                                 | 82    |       |
| 3. Mai  | Herbert Hicks              | US-amerikanischer Musiker und Hochschullehrer                        | 90    |       |
| 2. Mai  | Rémi Charmasson            | französischer Gitarrist                                              | 63    |       |
| 1. Mai  | Nana Caymmi                | brasilianische Sängerin                                              | 84    |       |
| 1. Mai  | Scott Gertner              | US-amerikanischer Sänger und Jazzclub-Besitzer                       | 66    |       |

## April
| Tag       | Name                  | Beruf, bekannt als                                 | Alter | Beleg |
| --------- | --------------------- | -------------------------------------------------- | ----- | ----- |
| 30. April | Joe Louis Walker      | US-amerikanischer Bluesmusiker                     | 75    |       |
| 29. April | Detlef Bielke         | deutscher Pianist                                  | 72    |       |
| 29. April | William Moriarity     | US-amerikanischer Gewerkschafter und Trompeter     | 87    |       |
| 28. April | Leopoldo Fleming      | US-amerikanischer Perkussionist                    | 85    |       |
| 26. April | Andy Bey              | US-amerikanischer Sänger                           | 85    |       |
| 26. April | Rigmor Newman         | schwedisch-amerikanische Promoterin                | 86    |       |
| 25. April | Paul Batiste          | US-amerikanischer Musiker                          | 75    |       |
| 23. April | David Thomas          | US-amerikanischer Sänger                           | 71    |       |
| 22. April | Odd Magne Gridseth    | norwegischer Bassist                               | 65    |       |
| 21. April | Don Cantwell          | US-amerikanischer Klarinettist und Hochschullehrer | 100   |       |
| 21. April | Mark Kieswetter       | US-amerikanischer Pianist                          |       |       |
| 20. April | Sam Kidd              | US-amerikanischer Bassist                          | 93    |       |
| 19. April | Tommie Harris         | US-amerikanischer Sänger und Schlagzeuger          | 87    |       |
| 17. April | Peter Ablinger        | österreichischer Komponist                         | 66    |       |
| 15. April | Don Mock              | US-amerikanischer Gitarrist                        |       |       |
| 14. April | Christian Reim        | norwegischer Pianist                               | 79    |       |
| 13. April | Lester Lashley        | US-amerikanischer Musiker und bildender Künstler   | 89    |       |
| 12. April | Julien Favreuille     | französischer Saxophonist                          | 52    |       |
| 12. April | Wolfgang Hirschmann   | deutscher Musikproduzent und Tonmeister            | 87    |       |
| 12. April | Christian Rentsch     | Schweizer Journalist und Autor                     | 79    |       |
| 11. April | Jean-Pierre Evrard    | französischer Musikveranstalter                    | 81    |       |
| 10. April | Nino Tempo            | US-amerikanischer Saxophonist                      | 90    |       |
| 9. April  | Dick Esmond           | britischer Schlagzeuger                            | 84    |       |
| 8. April  | Terje Venaas          | norwegischer Bassist                               | 78    |       |
| 7. April  | John Carbone          | US-amerikanischer Bassist                          | 89    |       |
| 6. April  | Jean-Claude Montredon | französischer Schlagzeuger                         | 75    |       |
| 5. April  | Tammi Brown           | US-amerikanische Sängerin                          |       |       |
| 4. April  | Amadou Bagayoko       | malischer Sänger, Gitarrist und Komponist          | 70    |       |
| 3. April  | Göran Olson           | schwedischer Posaunist und Musikkritiker           | 89    |       |
| 2. April  | Miles Griffith        | US-amerikanischer Sänger                           | 55    |       |
| 1. April  | George Freeman        | US-amerikanischer Gitarrist und Saxophonist        | 97    |       |

## März
| Tag      | Name                          | Beruf, bekannt als                                    | Alter | Beleg |
| -------- | ----------------------------- | ----------------------------------------------------- | ----- | ----- |
| 30. März | David Herridge                | britischer Pianist                                    | 85    |       |
| 27. März | Peter Jacques                 | Schweizer Pianist, Musikredakteur                     | 89    |       |
| 27. März | J. J. Juliano                 | US-amerikanischer Schlagzeuger                        | 70    |       |
| 26. März | Tim Gorman                    | US-amerikanischer Pianist, Arrangeur und Produzent    | 72    |       |
| 26. März | Walther Soyka                 | österreichischer Akkordeonist                         | 59    |       |
| 25. März | Ron Nethercutt                | US-amerikanischer Posaunist                           | 88    |       |
| 19. März | Ronald Atkins                 | britischer Autor                                      | 89    |       |
| 18. März | Bedros Filippowitsch Kirkorow | bulgarischer Sänger                                   | 92    |       |
| 18. März | Esa Pethman                   | finnischer Saxophonist und Flötist                    | 86    |       |
| 16. März | Dieter Süverkrüp              | deutscher Liedermacher, Kabarettist und Jazzgitarrist | 90    |       |
| 14. März | Bruno Romani                  | italienischer Saxophonist                             | 65    |       |
| 14. März | Henri Florens                 | französischer Pianist                                 | 72    |       |
| 12. März | Paul Shearsmith               | britischer Trompeter und Architekt                    | 78    |       |
| 11. März | Pentti Kaartinaho             | finnischer Gitarrist                                  | 87    |       |
| 10. März | Jack Rummel                   | US-amerikanischer Pianist und Komponist               | ≈86   |       |
| 9. März  | Bart Fermie                   | niederländischer Perkussionist und Musikpädagoge      | ~69   |       |
| 8. März  | Bill Ashton                   | britischer Saxophonist                                | 89    |       |
| 6. März  | Koos Biel                     | niederländischer Pedal-Steel-Gitarrist                | 71    |       |
| 4. März  | Roy Ayers                     | US-amerikanischer Vibraphonist                        | 84    |       |
| 4. März  | Ray Kelley                    | US-amerikanischer Cellist und Produzent               | 87    |       |
| 3. März  | Éric Barret                   | französischer Saxophonist                             | 65    |       |
| 3. März  | Adalberto Cevasco             | argentinischer Musiker                                | 78    |       |
| 3. März  | Herb Greene                   | US-amerikanischer Fotograf                            | 86    |       |
| 3. März  | Paul Ierino                   | US-amerikanischer Musiker                             | 82    |       |
| 3. März  | Jitka Vrbová                  | tschechische Sängerin                                 | 84    |       |
| 2. März  | Rick Kiefer                   | US-amerikanischer Trompeter                           | 85    |       |
| 1. März  | Bunky Green                   | US-amerikanischer Saxophonist                         | 91    |       |
| 1. März  | Paulito Fernández Gallo       | kubanischer Komponist                                 | 63    |       |
| 1. März  | Leif Kronlund                 | schwedischer Pianist und Orchesterleiter              | 93    |       |

## Februar
| Tag         | Name                   | Beruf, bekannt als                                                     | Alter | Beleg |
| ----------- | ---------------------- | ---------------------------------------------------------------------- | ----- | ----- |
| 28. Februar | Werner Lutz            | US-amerikanischer Trompeter                                            | 94    |       |
| 27. Februar | Moe Marshall           | kanadischer Gitarrist                                                  | 82    |       |
| 25. Februar | Jean Jean-Pierre       | haitianischer Schlagzeuger und Komponist                               | 72    |       |
| 24. Februar | Roberta Flack          | US-amerikanische Soulsängerin, Pianistin und Songschreiberin           | 88    |       |
| 23. Februar | Vladimír Válek         | tschechischer Dirigent                                                 | 89    |       |
| 22. Februar | Jim Mountjoy           | irischer Musikveranstalter und Hotelmanager                            |       |       |
| 21. Februar | Larry Appelbaum        | US-amerikanischer Bibliothekar und Musikjournalist                     | 67    |       |
| 21. Februar | Lester Nadeau          | US-amerikanischer Trompeter                                            | 92    |       |
| 20. Februar | Biff Hannon            | US-amerikanischer Pianist und Keyboarder                               |       |       |
| 20. Februar | Wilson Saoko           | kolumbianischer Salsa-Sänger                                           | 73    |       |
| 19. Februar | Tom Bellino            | US-amerikanischer Saxophonist                                          | 73    |       |
| 19. Februar | Frank DeMiero          | US-amerikanischer Bandleader und Musikpädagoge                         | 84    |       |
| 17. Februar | Jamie Muir             | britischer Perkussionist                                               | 82    |       |
| 17. Februar | Nannie Porres          | schwedische Sängerin                                                   | 85    |       |
| 15. Februar | Daoud-David Williams   | US-amerikanischer Perkussionist                                        | 81    |       |
| 13. Februar | Dubravko Majnarić      | kroatischer Pianist, Akkordeonist, Musikproduzent und Fernsehmoderator | 89    |       |
| 12. Februar | Duke Gadd              | US-amerikanischer Schlagzeuger                                         | 53    |       |
| 11. Februar | Ireneusz Kowalewski    | polnischer Konzertveranstalter und Musikmanager                        | 70    |       |
| 11. Februar | Jimmy Mbaye            | senegalesischer Gitarrist                                              | 68    |       |
| 9. Februar  | Tony Kinsey            | britischer Jazz-Schlagzeuger                                           | 97    |       |
| 8. Februar  | Howard Riley           | britischer Pianist                                                     | 81    |       |
| 7. Februar  | Ursula Anders          | deutsche Sängerin und Schlagzeugerin                                   | 86    |       |
| 6. Februar  | Peter Banjo Meyer      | deutscher Gitarrist und Banjospieler                                   | 80    |       |
| 5. Februar  | Mike Ratledge          | britischer Keyboarder                                                  | 81    |       |
| 5. Februar  | Jimmy Sedlar           | US-amerikanischer Trompeter                                            | 96    |       |
| 4. Februar  | Eddie Bruhner          | schwedischer Trompeter                                                 | 83    |       |
| 3. Februar  | Pablo Domínguez        | spanischer Gitarrist, Perkussionist und Musikproduzent                 | 38    |       |
| 2. Februar  | Gene Barge             | US-amerikanischer Saxophonist und Musikproduzent                       | 98    |       |
| 2. Februar  | Siegfried Schmidt-Joos | deutscher Musikkritiker                                                | 89    |       |
| 2. Februar  | Luboš Zajíček          | tschechischer Trompeter und Kornettist                                 | 86    |       |

## Januar
| Tag        | Name                       | Beruf, bekannt als                                       | Alter | Beleg |
| ---------- | -------------------------- | -------------------------------------------------------- | ----- | ----- |
| 31. Januar | Susan Alcorn               | US-amerikanische Pedal-Steel-Gitarristin und Komponistin | 71    |       |
| 31. Januar | Lawrence Ketchens          | US-amerikanischer Posaunist und Tubist                   | 61    |       |
| 29. Januar | Betty Bonney               | US-amerikanische Sängerin                                | 100   |       |
| 27. Januar | Philippe Franck            | belgischer Musiker                                       | 61    |       |
| 27. Januar | Dishan Harper              | US-amerikanischer Bassist                                | 38    |       |
| 26. Januar | Horace Grigsby             | US-amerikanischer Sänger                                 | 89    |       |
| 25. Januar | Olga James                 | US-amerikanische Sängerin und Schauspielerin             | 95    |       |
| 22. Januar | Teferi Assefa              | äthiopischer Schlagzeuger und Bandleader                 | 53    |       |
| 22. Januar | Paddy Cole                 | irischer Saxophonist und Sänger                          | 85    |       |
| 21. Januar | Ken Wydro                  | US-amerikanischer Komponist und Produzent                | 81    |       |
| 20. Januar | Larry Nusser               | US-amerikanischer Pianist                                | 80    |       |
| 19. Januar | Bob Perkins                | US-amerikanischer Rundfunkmoderator                      | 91    |       |
| 18. Januar | Dave Bargeron              | US-amerikanischer Posaunist und Tubist                   | 82    |       |
| 18. Januar | Mike Miller                | US-amerikanischer Gitarrist                              | 71    |       |
| 16. Januar | Abdoulaye Diabaté          | senegalesischer Pianist                                  | 65    |       |
| 16. Januar | Dickerson Tattersall       | US-amerikanischer Perkussionist und Bandleader           | 88    |       |
| 15. Januar | Bob Venier                 | australischer Trompeter                                  |       |       |
| 14. Januar | Enrique Bonne              | kubanischer Musiker und Komponist                        | 98    |       |
| 14. Januar | Kristian Jørgensen         | dänischer Geiger                                         | 57    |       |
| 14. Januar | Emilio Soana               | italienischer Trompeter                                  | 81    |       |
| 14. Januar | William „Kachiro“ Thompson | puerto-ricanischer Perkussionist                         | 54    |       |
| 12. Januar | Mario Allard               | kanadischer Saxophonist                                  | 42    |       |
| 12. Januar | Mark Izu                   | US-amerikanischer Bassist und Filmkomponist              | 70    |       |
| 12. Januar | Lee Viner                  | US-amerikanischer Schlagzeuger                           | 60    |       |
| 11. Januar | Paul Fontaine              | US-amerikanischer Trompeter                              | 89    |       |
| 10. Januar | Dennis Freeman             | US-amerikanischer Keyboarder, Komponist und Arrangeur    | 84    |       |
| 10. Januar | Sam Moore                  | US-amerikanischer R&B-Sänger                             | 89    |       |
| 10. Januar | Martin Hummel              | britischer Manager und Musikproduzent                    | 59    |       |
| 9. Januar  | Laurie Holloway            | britischer Pianist                                       | 86    |       |
| 5. Januar  | George Robinson            | britischer Saxophonist                                   |       |       |
| 3. Januar  | Manfred Schütz             | deutscher Musikproduzent                                 | 74    |       |
| 2. Januar  | Kitty Daniels              | US-amerikanische Sängerin und Pianistin                  |       |       |
| 2. Januar  | Helen Ward Starr           | US-amerikanische Sängerin                                | 93    |       |
| 1. Januar  | William Carter             | US-amerikanischer Fotograf, Publizist und Musiker        | 89    |       |

## Datum unbekannt
| Tag                                | Name                   | Beruf, bekannt als                                   | Alter |       |
| ---------------------------------- | ---------------------- | ---------------------------------------------------- | ----- | ----- |
| Tod bekannt gegeben am 10. August  | Wally Houser           | britischer Saxophonist                               | 90    |       |
| Tod bekannt gegeben am 17. Juli    | Gavin Walker           | kanadischer Saxophonist und Hörfunkmoderator         |       |       |
| Tod bekannt gegeben am 18. Juni    | Giovanni Di Cosimo     | italienischer Trompeter                              | 61    |       |
| Tod bekannt gegeben am 9. Juni     | Wally Houser           | britischer Rechtsanwalt und Saxophonist              | 90    |       |
| Tod bekannt gegeben am 8. Juni     | Joe Giglio             | US-amerikanischer Gitarrist                          |       |       |
| Tod bekannt gegeben am 3. Juni     | María Elena Gratereaux | dominikanische Promoterin                            |       |       |
| am oder vor dem 30. Mai            | Giorgio Carioti        | italienisch-deutscher Clubbetreiber und Veranstalter | 85    |       |
| Tod bekannt gegeben am 7. Mai      | Mark Deutsch           | US-amerikanischer Bassist und Sitarspieler           | 63    |       |
| April                              | Roger McLachlan        | australischer Bassist                                | 71    |       |
| Tod bekannt gegeben am 20. April   | Rolland Raelison       | madagassischer Musiker                               | 87    |       |
| Tod bekannt gegeben am 15. April   | Johan Mthethwa         | südafrikanischer Pianist                             |       | [ 1 ] |
| Tod bekannt gegeben am 11. April   | Drew Zingg             | US-amerikanischer Gitarrist                          | 68    |       |
| Tod bekannt gegeben am 8. März     | Caspar Melville        | britischer Autor und Publizist                       | 58    |       |
| Tod bekannt gegeben am 8. März     | Stu Miller             | US-amerikanischer Bassist                            |       |       |
| Tod bekannt gegeben am 6. März     | Luther Keith           | US-amerikanischer Musiker und Journalist             | 74    |       |
| Tod bekannt gegeben am 22. Februar | Leon Brady             | US-amerikanischer Schlagzeuger                       | 92    |       |
| 20. oder 21. Februar               | Gerry Arling           | niederländischer Bassist und Produzent               | 63    |       |
| Tod bekannt gegeben am 19. Februar | Erik-Jan de With       | niederländischer Saxophonist                         | 48    |       |
| um 5. Februar                      | Wadim Stroikin         | russischer Liedermacher und Jazzgitarrist            | 59    |       |
| Tod bekannt gegeben am 25. Januar  | Teferi Asefa           | äthiopischer Schlagzeuger                            | 53    |       |
| Tod bekannt gegeben am 17. Januar  | Guido Antonioli        | italienischer Schlagzeuger                           |       |       |
| Tod bekannt gegeben am 14. Januar  | Volkhard Kühl          | deutscher Fotograf                                   |       |       |